# Гай Мемий (претор)
Вижте пояснителната страница за други личности с името Гай Мемий.
Гай Мемий (на латински: Gaius Memmius) е политик на Римската република през 2 век пр.н.е.
Произлиза от фамилията Мемии. През 173 пр.н.е. – 172 пр.н.е. той е претор. Получава за управление римската провинция Сицилия.